# Colonia Progreso, Xochistlahuaca
Colonia Progreso är en ort i Mexiko.   Den ligger i kommunen Xochistlahuaca och delstaten Guerrero, i den sydöstra delen av landet, 300 km söder om huvudstaden Mexico City. Colonia Progreso ligger 424 meter över havet och antalet invånare är 111.
Terrängen runt Colonia Progreso är kuperad. Runt Colonia Progreso är det ganska glesbefolkat, med 50 invånare per kvadratkilometer. Närmaste större samhälle är Xochistlahuaca, 1,4 km sydväst om Colonia Progreso. Omgivningarna runt Colonia Progreso är en mosaik av jordbruksmark och naturlig växtlighet.